# Saint-Dyé-sur-Loire
Saint-Dyé-sur-Loire – miejscowość i gmina we Francji, w Regionie Centralnym, w departamencie Loir-et-Cher.
Według danych na rok 2008 gminę zamieszkiwały 1194 osoby, a gęstość zaludnienia wynosiła 1194 osoby/km².